# Chad Michael Murray
Chad Michael Murray (Buffalo (New York), 24 augustus 1981) is een Amerikaans acteur en voormalig model. Hij speelde onder meer Lucas Scott in de Amerikaanse televisieserie One Tree Hill en in films als A Cinderella Story, Freaky Friday en House of Wax. Hij stond op de cover van verschillende Amerikaanse tijdschriften, waaronder Rolling Stone, People, Vanity Fair en Entertainment Weekly.

## Jeugd
Chad werd geboren in Buffalo. Hij is de zoon van Rex Murray. Hij werd in de steek gelaten door zijn moeder toen hij tien jaar oud was en dit was een van de grootste redenen om de rol van Lucas Scott te spelen.
Chad doorliep school op de Amerikaanse middelbare school Clarence High School in Clarence, New York. Hij werd een fan van literatuur en was erg betrokken bij de Amerikaanse sport "football". In zijn latere tienerjaren brak hij zijn neus, en dit leidde tot geruchten tijdens zijn carrière dat hij een neuscorrectie had ondergaan. Chad verklaarde in een interview, "Ik werd besprongen in een Burger King en mijn neus werd naar de andere kant van mijn gezicht geslagen. Het waren 3 jongens, wat kon ik doen? Doktoren hoefden niet eens röntgenfoto's te laten maken, ze hebben mijn neus simpelweg weer recht gezet. Maar het was geen neuscorrectie, ik haat het wanneer mensen zeggen dat het een neuscorrectie was!"

## Persoonlijk leven
Hij trouwde op 16 april 2005 met collega Sophia Bush na een relatie van bijna twee jaar. Maar een half jaar later waren ze reeds gescheiden.

## Filmografie
| Jaar      | Titel                                            | Rol                | Soort                           |
| --------- | ------------------------------------------------ | ------------------ | ------------------------------- |
| 2000      | Undressed                                        | Dan                | Serie                           |
| 2000      | Diagnosis Murder                                 | Ray Santucci       | Serie                           |
| 2000      | Gilmore Girls                                    | Tristan Dugray     | Serie                           |
| 2001      | Aftermath                                        | Sean               | Film                            |
| 2001      | Murphy's Dozen                                   |                    | Film                            |
| 2001      | Megiddo: The Omega Code 2                        | David Alexander    | Film                            |
| 2001      | Dawson's Creek                                   | Charlie Todd       | Serie                           |
| 2003      | CSI: Crime Scene Investigation                   | Tom Haviland       | Serie                           |
| 2003      | Freaky Friday                                    | Jake               | Film                            |
| 2003      | One Tree Hill (tot 2012)                         | Lucas Eugene Scott | Serie                           |
| 2004      | A Cinderella Story                               | Austin Ames        | Film                            |
| 2005      | House of Wax                                     | Nick Jones         | Film                            |
| 2006      | Home of the Brave                                | Jordan Owens       | Film                            |
| 2010      | Lies In Plain Sight                              | Ethan McAllister   | Film                            |
| 2010      | Christmas Cupid                                  | Patrick Kerns      | Televisiefilm                   |
| 2012      | Scruples                                         | Spider Elliott     |                                 |
| 2012      | To Write Love on Her Arms                        | Jamie Tworkowski   | alias Day One                   |
| 2013      | Fruitvale Station                                | Agent Ingram       | Film                            |
| 2013      | The Lone Ranger                                  | Luke Hartman       | Film                            |
| 2013      | The Haunting in Connecticut 2: Ghosts of Georgia | Andy Wyrick        | Film                            |
| 2013      | Cavemen                                          | Jay Stone          | Film                            |
| 2013      | A Madea Christmas                                | Tanner             | Film                            |
| 2015-2016 | Agent Carter                                     | Jack Thompson      | Televisieserie, 14 afleveringen |
| 2025      | Freakier Friday                                  | Jake               | Film                            |

## Prijzen
| Jaar | Resultaat   | Prijs             | Categorie                                     | Prijs voor                                                              |
| ---- | ----------- | ----------------- | --------------------------------------------- | ----------------------------------------------------------------------- |
| 2004 | Gewonnen    | Teen Choice Award | Choice Breakout Movie Star - Male             | A Cinderella Story                                                      |
| 2004 | Gewonnen    | Teen Choice Award | Choice Breakout TV Star - Male                | One Tree Hill                                                           |
| 2004 | Genomineerd | Teen Choice Award | Choice TV Actor - Drama/Action Adventure      | One Tree Hill                                                           |
| 2005 | Gewonnen    | Teen Choice Award | Choice Movie Actor: Action/Adventure/Thriller | House of Wax                                                            |
| 2005 | Genomineerd | Teen Choice Award | Choice Movie Chemistry                        | A Cinderella Story Samen met: Hilary Duff                               |
| 2005 | Genomineerd | Teen Choice Award | Choice Movie Liplock                          | A Cinderella Story Samen met: Hilary Duff                               |
| 2005 | Genomineerd | Teen Choice Award | Choice Movie Love Scene                       | A Cinderella Story Samen met: Hilary Duff Austin and Sam's dance scene. |
| 2005 | Genomineerd | Teen Choice Award | Choice Movie Rumble                           | House of Wax Samen met: Elisha Cuthbert en Brian Van Holt               |
| 2005 | Genomineerd | Teen Choice Award | Choice TV Actor: Drama                        | One Tree Hill                                                           |
| 2005 | Genomineerd | Teen Choice Award | Choice TV Chemistry                           | One Tree Hill Samen met: James Lafferty                                 |
| 2006 | Genomineerd | Teen Choice Award | TV - Choice Actor: Drama/Action Adventure     | One Tree Hill                                                           |
| 2006 | Genomineerd | Prism Award       | Performance in a Drama Series Storyline       | One Tree Hill                                                           |
| 2008 | Gewonnen    | Teen Choice Award | Choice TV Actor: Drama                        | One Tree Hill                                                           |